# المقلاع (القبيطة)

تعديل مصدري - تعديل

المقلاع هي إحدى قرى عزلة كرش بمديرية القبيطة التابعة لمحافظة لحج، بلغ تعداد سكانها 27 نسمة حسب تعداد اليمن لعام 2004.